# Helffreich
Helffreich ist der Name einer baltischen, ursprünglich württembergischen Familie.

## Geschichte
Das Geschlecht stammt aus Owen an der Lauter, wo mit den Brüdern Georg Helfferich, der Ältere und Hans Helfferich, der dort 1575 heiratete, die Stammreihe beginnt. Von den acht Kindern der 2. Generation war Georg Helfferich (* 1592; † 1661) Richter in Göppingen. Dieser wurde Stammvater der württembergischen Gelehrtenfamilie, der auch Johann Helffrich († nach 1579) angehörte.
Obiger Georg Helfrich, der Ältere, wurde Bürger und Ratsherr in Leipzig. In Anerkennung der von seinem Sohn Christoph Helfrich († nach 1568) geleisteten Dienste im Türkenfeldzug (1566/1568) wurde Georg Helfrich, der Ältere, mit seinen Deszendenten am 4. Dezember 1569 durch Kaiser Maximilian in Prag mit einer Wappenbesserung in den Reichsadelsstand gehoben. Christoph Helfrichs Sohn, Melchior Helffreich († nach 1596), begab sich in polnische Dienste und bewährte sich im Livländischen Krieg, nahm dann an der Belagerung von Krakau teil und war auch in der Schlacht bei Petschur zugegen; in seiner letzten Verwendung diente er als Bevollmächtigter Fahrensbachs.
Melchiors Deszendenten erhielten 1680 die schwedische Adelsnaturalisation (Nr. 911). Die Familie wurde um 1745 als Nr. 57 bei der Livländischen Ritterschaft eingeschrieben und 1746 ebenfalls bei der Estländischen Ritterschaft (Nr. 90) immatrikuliert.
Angehörige taten sich in polnischen, schwedischen, vor allem aber in russischen Militär- und auch Zivildiensten hervor.

## Besitz
- In Estland: Affel, Errinal, Arroküll, Attel, Arro, Kedwa, Kersel, Koik, Kirrisaar, Loal, Lusik, Meyris, Machters, Orrenhof, Piometz, Purgel, Rawaküll, Röa, Rocht, Viol

- In Livland: Kersel und lediglich für kurze Zeit im Jahre 1635 Helfreichshof

## Wappen
Das Stammwappen ist von Schwarz und Gold geviert, darin ein auf grünem Rasen stehender, den Rüssel erhoben haltender, naturfarbener Elefant. Auf dem Helm mit schwarz-goldenen Decken von Gold und Schwarz geteilte Büffelhörner, die an den Mündungen mit gold-schwarzen Straußenfedern besteckt sind.

## Angehörige
- Gotthard August von Helffreich (* 1776; † 1843), kaiserlich russischer Generalleutnant
- Karl Georg Gustav von Helffreich (* 1788; † 1865), kaiserlich russischer General der Kavallerie
- Alexander Georg von Helffreich (* 1828; † 1908), kaiserlich russischer General der Infanterie